# جيه. جي. ويستفال
جيه. جي. ويستفال (بالألمانية: Justus Georg Westphal)‏ (و. 1824 – 1859 م) هو عالم فلك، ورياضياتي ألماني، ولد في لوشو، توفي في لونبورغ، عن عمر يناهز 35 عاماً.